# Український верховий кінь
Украї́нська верхова́ поро́да, або украї́нський верхови́й кінь — верхово-запряжна порода коней, виведена в Україні в другій половині XX століття. Офіційно затверджена у 1990 році. Українські верхові коні популярні у класичних видах кінного спорту, особливо у виїздці та конкурі, меншою мірою їх використовують у сільському побуті.

## Характеристики породи

### Проміри
Екстер'єр коней відзначається гармонійною будовою тіла, голова пропорційна з прямим профілем, довга, високо поставлена шия, глибокі й широкі груди, пряма спина, довгий, добре обмускулений круп, міцні кінцівки. Виміри жеребців-плідників української породи, які записані у Державну племінну книгу, наступні: висота в холці — 164,3 см, коса довжина тулуба — 164,2, обхват грудей — 191,2, обхват п'ястка — 20,8.

### Масть
Основні масті — гніда, ворона, руда, також зустрічаються сірі та солові. У випадку коли білі відмітини переходять на тулуб, можна виділити рябу масть, що зустрічається дуже рідко.

### Особливості
Коні української верхової породи характеризуються високим ростом, мають розвинений корпус, гармонійну статуру, міцну конституцію. У них пропорційна голова, довга з високим виходом шия, глибока і широка груди, довгий широкий нормального нахилу круп, міцні з правильною постановкою кінцівки, енергійний темперамент, продуктивні рухи на все алюрах, здатність засвоювати елементи вищої школи верхової їзди. 
У породі поєднуються найкращі якості вихідних порід: енергійність, сухість, міцність конституції чистокровної верхової, а також високий зріст, масивність та міць європейських спортивних коней. Українська верхова нараховує сім ліній, дванадцять родин. Ця порода відрізняється тим, що вона є легко тренованою та слухняною, придатна для всіх видів кінного спорту.

## Історія

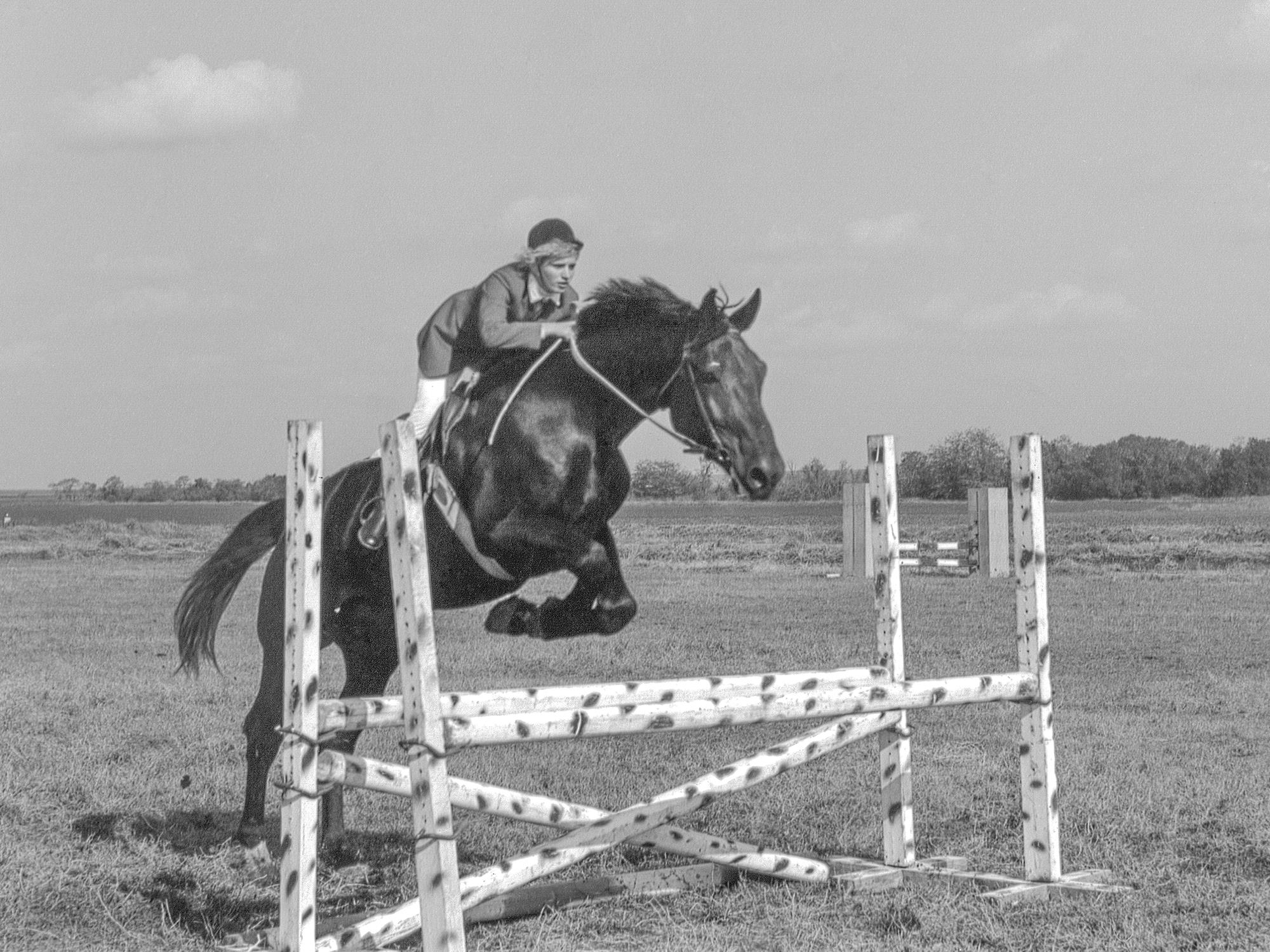
Змагання з кінного спорту в Запорізькій обл., 1988

Створення коня верхово-запряжного типу в Україні розпочалося зразу ж після закінчення Другої світової війни на Українському кінному заводі № 173 (Дніпропетровська область). Для її створення використовували місцевих верхових коней, збережене поголів'я Новоспасівського та інших кінних заводів Луганської області, жеребців та кобил західноєвропейських напівкровних порід (тракененська, ганноверська, угорська), а також жеребців російської верхової та чистокровної верхової порід. У 1953 розпочато роботи по виведенню верхової породи, що було пов'язано з розвитком в Україні кінного спорту та участю вітчизняних спортсменів в Олімпійських іграх. Роботи координувалися Інститутом тваринництва Лісостепу і Полісся УРСР (зараз Інститут тваринництва Національної академії аграрних наук України, м. Харків) під керівництвом професора Д. А. Волкова.
Загалом для виведення української верхової було використано коней більш ніж 11 порід. Основними породами були: чистокровна верхова, тракененська, угорська, російська верхова, менше використовувалися коні ганноверської, арабської, ахалтекінської порід. Тривала селекційна робота привела до отримання великої однорідної групи спортивних коней, придатних для класичних видів кінного спорту (виїздки, конкурів, триборства), кінного туризму, прокату і національних ігор.
Порода коней стала популярною після XIX Олімпійських ігор (1968) у Мехіко, де спортсмен з СРСР Іван Кізімов здобув золоту медаль у змаганнях у вищій школі верхової їзди, виступаючи на 10-річному темно-гнідому Іхорі. На Московській олімпіаді (1980) три радянських вершника — Віра Мисевич на Плоті, Юрій Ковшов на Іграку і Віктор Угрюмов на Шквалі — стали олімпійськими чемпіонами у командному заліку по виїздці.
В період з 1975 по 2000 роки на конях української верхової породи спортсмени 318 разів одержували перемоги або отримували призи міжнародних і національних змагань з кінного спорту, в том числі у виїздці — 128, у конкурі — 96, у триборстві — 74. На перших торгах Київського міжнародного аукціону по продажу коней, який був відкритий у 1975 році, продавали тільки коней української верхової породи. За 78 голів було отримано 131 600 дол.
Робота по вдосконаленню української верхової породи починаючи з 2000-них років виконується на сімох кінних заводах, близько 20 племінних фермах, в яких нараховується майже 1700 голів.